# Chansongs
Albums de Claude Nougaro
Une voix dix doigts
(1991) Grand Angle sur... Nougaro
(1994)
Chansongs est un album de Claude Nougaro enregistré en studio et paru en octobre 1993.

## Autour de l'album
- Référence originale : Philips 5211172

L'album est réalisé par Mick Lanaro.

## Titres
| 1.  | Vie violence                    | Claude Nougaro | Richard Galliano                | 4:14 |
| 2.  | C'est une Garonne               | Claude Nougaro | Ray Lema                        | 4:31 |
| 3.  | Ça tourne                       | Claude Nougaro | Daniel Goyone                   | 3:37 |
| 4.  | Daligala                        | Claude Nougaro | Claude Nougaro - Maurice Vander | 3:16 |
| 5.  | Les points                      | Claude Nougaro | Jean-Claude Vannier             | 3:56 |
| 6.  | Façon Chaplin                   | Claude Nougaro | Jean-Claude Vannier             | 3:37 |
| 7.  | Tchin-Chine                     | Claude Nougaro | Daniel Goyone                   | 3:20 |
| 8.  | Art mineur                      | Claude Nougaro | Jean-Claude Vannier             | 2:25 |
| 9.  | L'irlandaise (à Maria Belmonte) | Claude Nougaro | Didier Lockwood                 | 3:17 |
| 10. | Rock à Renaud                   | Claude Nougaro | Richard Galliano                | 3:02 |
| 11. | Prisonnier des nuages           | Claude Nougaro | Maurice Vander                  | 3:49 |
| 12. | Rap idyllique                   | Claude Nougaro | Claude Nougaro                  | 4:14 |
| 13. | À cœur perdu                    | Claude Nougaro | Claude Nougaro - Jean Mora      | 5:29 |

## Musiciens
- Richard Galliano : piano, accordéon, bandonéon
- François Moulin : basse
- Steve Ferrone : batterie
- Jim Beard : claviers
- Nick Moroch : guitare
- Anthony Jackson : basse
- Mino Cinelu : percussions
- Jean-Claude Vannier : piano
- Bernard Arcadio : synthés
- Ngyen Le : guitare
- Sangoma Everett : batterie
- Pedro Llinares : violon solo
- Didier Lockwood : violon
- Maurice Vander : piano